# Beto Barbosa
Raimundo Roberto Morhy Barbosa (* 27. Februar 1955 in Belém, Pará) ist ein brasilianischer Lambada-Sänger und Komponist.

## Leben
Beto Barbosa entstammt einer libanesischen Familie und begann eine musikalische Karriere in seiner Heimatstadt Belém. Die ersten großen Erfolge feierte Beto Barbosa nach seinem Umzug nach Fortaleza/Ceará, wo er neben Auftritten auch an politischen Kampagnen beteiligt war.
In den 1980er Jahren wurde Beto Barbosa mit seinem Stück Adocica berühmt und begründete so zusammen mit der Band Kaoma den Lambada-Boom. Adocica verkaufte sich allein drei Millionen Mal. Adocica wurde das Leitthema der Telenovela O Sexo dos Anjos, welche von Rede Globo von 1989 bis 1990 im ganzen Land ausgestrahlt wurde. 1990 erzielte die LP Preta weitere Verkaufsrekorde. Während seiner Karriere gewann er zahlreiche Preise und Auszeichnungen, darunter als einziger Sänger aus Nordbrasilien den begehrten Troféu Imprensa als bester Sänger. Seine musikalischen Idole waren der brasilianische Sänger Roberto Carlos und Elvis Presley. Privat musste er mehrere Schicksalsschläge ertragen, so starb seine 28-jährige Tochter im Jahr 2010 an einer ungeklärten bakteriellen Infektion.

## Diskografie
- Atos e Fatos (1985)
- Símbolo Perfeito (1987)
- Adocica (1988)
- Preta (1990)
- Dona (1991)
- Cigana do Amor (1992)
- Neguinha (1993)
- Ritmos (1994)
- Navegar (1995)
- Dança do Mel (1996)
- Beijo Selvagem (1997)
- Girando no Salão (1998)
- Ao Vivo - Dance e Balance (1999)
- Dance e Balance com o Beto Barbosa (2000)
- Forroneirando (2000)
- Claridade (2001)
- Grandes Sucessos e Inéditas (2002)
- Balada: Uma Explosão de Alegria (2003)
- Overdose de Amor (2005)
- Só as Melhores (2008)